# Odyneropsis gertschi
Odyneropsis gertschi är en biart som beskrevs av Michener 1954. Odyneropsis gertschi ingår i släktet Odyneropsis och familjen långtungebin. Inga underarter finns listade i Catalogue of Life.